# Віль-д'Авре (картина Коро)
«Віль-д'Авре» — картина Каміля Коро, створена близько 1865 року. Експонується у вашингтонській Національній галереї мистецтва.

## Історія
У 1817 році батько Коро придбав заміській будинок в околицях Парижу, у Віль-д'Авре, де і була написана картина. Віль-д'Авре стало для Коро тим же, чим для художників-барбізонців були ліси Фонтенбло. Протягом усього свого творчого шляху художник неодноразово писав види цієї місцевості.
Картина була подарована у 1955 році Національній галереї мистецтва графом Сесілом Печчі-Блантом.

## Опис
На картині зображено спокійну гладь озера та будівлі на дальньому березі, фігури селян, злитих із пейзажем і зайнятих чимось звичним і буденним. Перший план відданий одному з найулюбленіших мотивів Коро — деревам. Швидше за все, це верби, які художник писав достатньо часто.
Ніжні пастельні тони утворюють у цьому пейзажі дивну дрімотну атмосферу раннього ранку. Бліде сріблясте небо, будинки віддзеркалюються в озері, а сонце, що осяює ці будинки, нагадує про живописні етюди, створені Коро в Італії.
Зображені предмети самі по собі достатньо прозаїчні, але Коро робить так, що пейзаж викликає в глядача відчуття умиротворення та спокою, наповненість світлом та повітрям народжує почуття благодатного розчинення в природі.

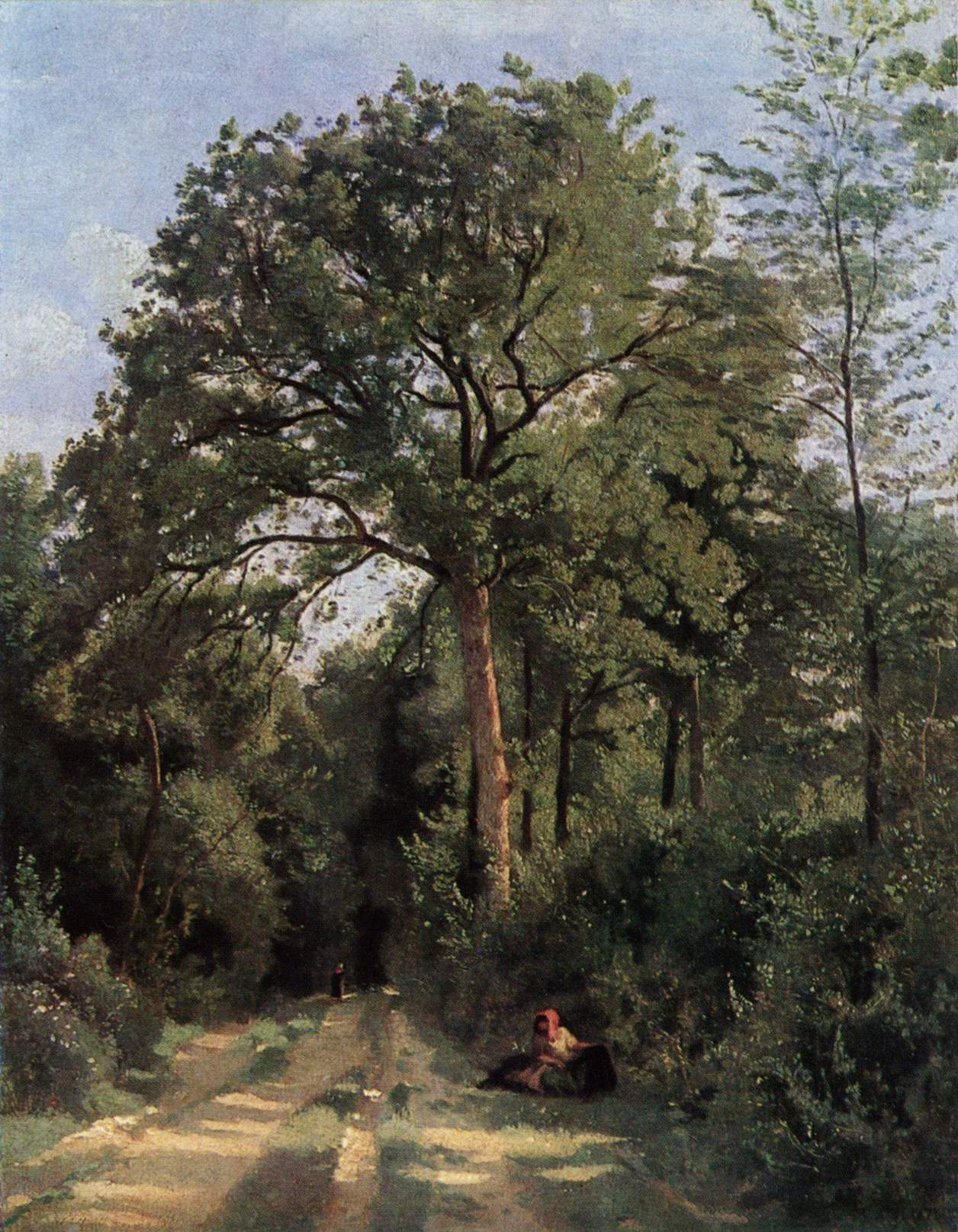
«В’їзд у Віль-д'Авре» (бл. 1825)
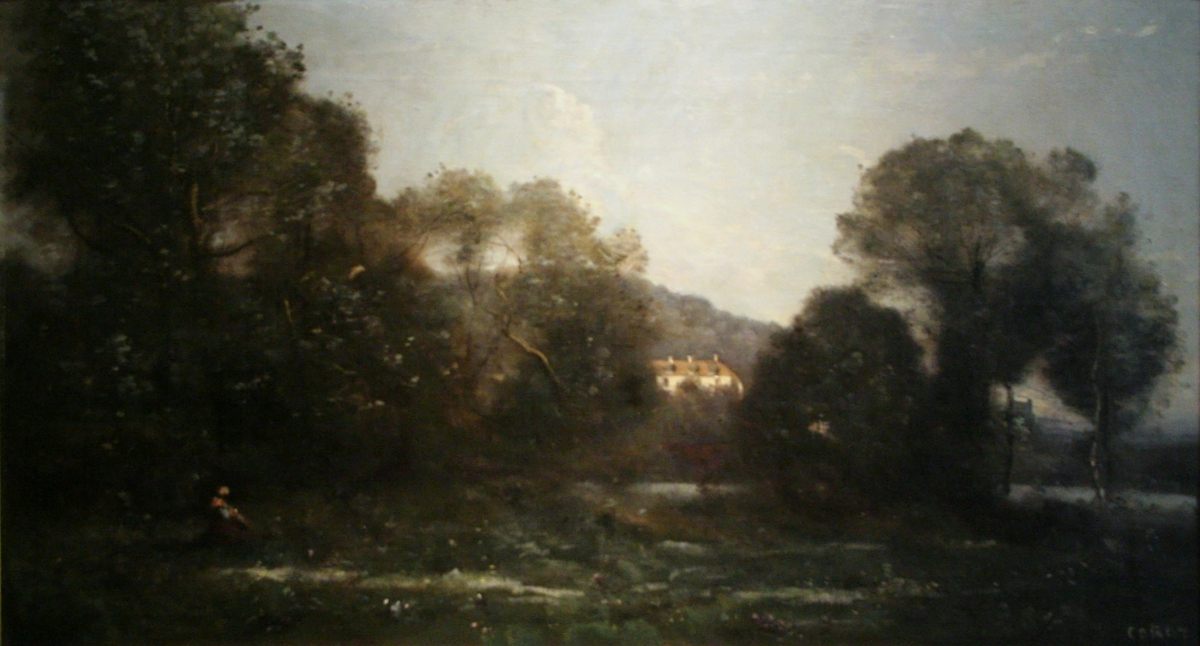
«Ставок у Віль-д'Авре» (бл. 1855)
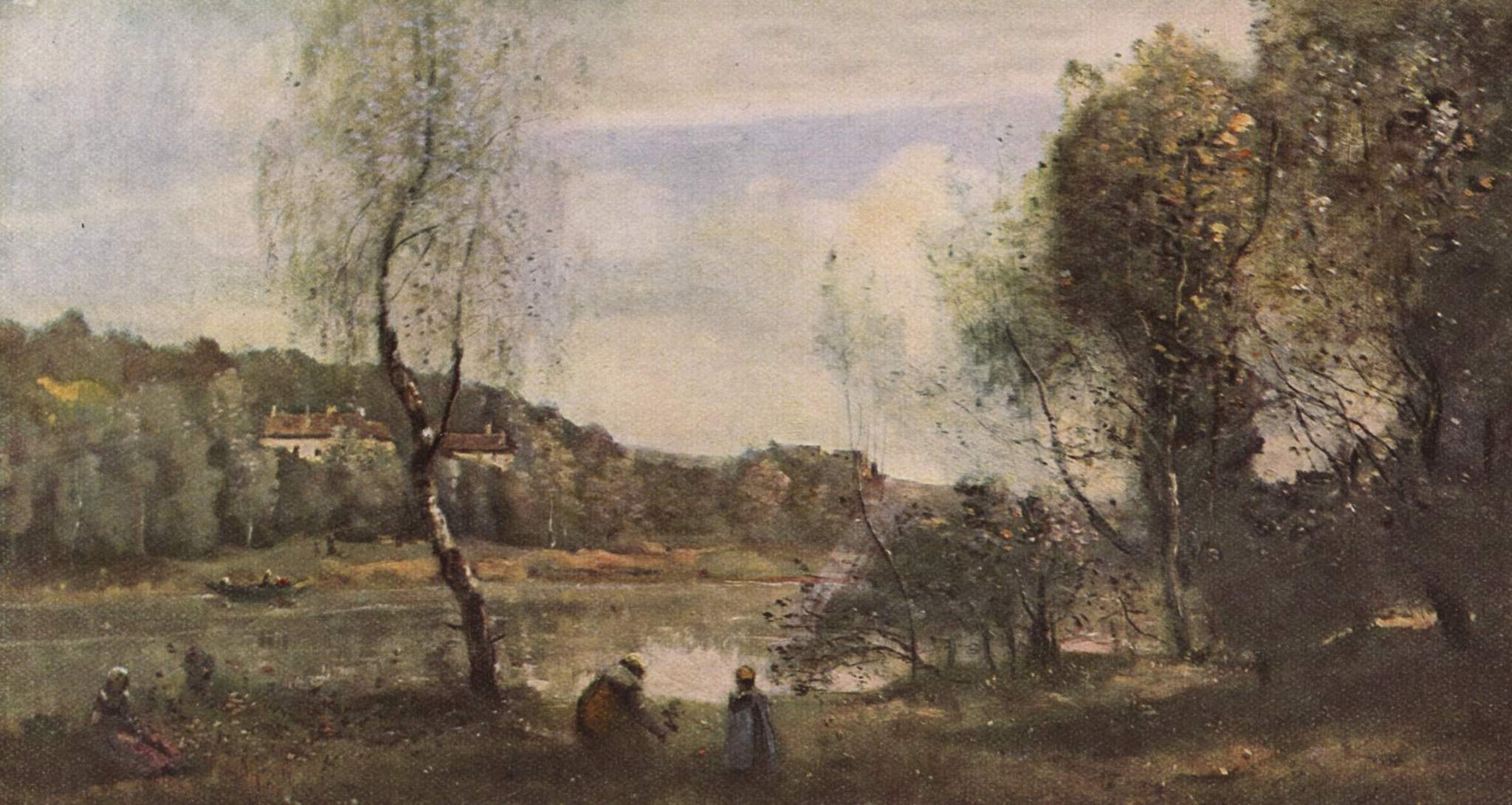
«Ставок у Віль-д'Авре» (1872-1873)
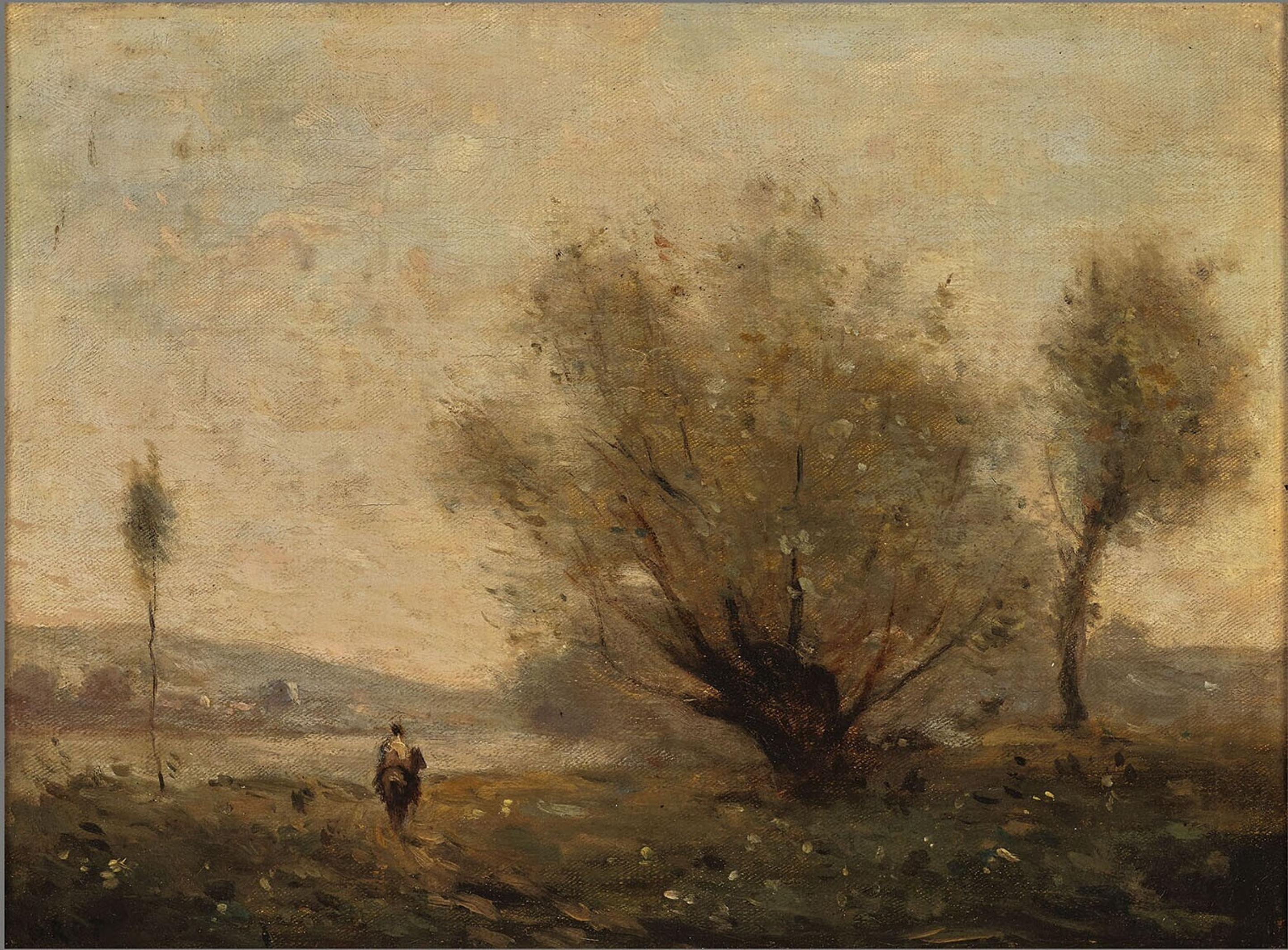
«Пейзаж поблизу Віль-д'Авре» (1873)